# Wilhelm Schubert (Grafiker)
Wilhelm (auch Will) Schubert (* 22. August 1889 in Pirna; † 23. Juli 1962 in Dresden-Hellerau) war ein deutscher Gebrauchsgrafiker und Plakatkünstler.

## Leben und Werk
Schubert absolvierte von 1904 bis 1908 eine Lehre als Lithograph und bildete sich autodidaktisch künstlerisch weiter. Von 1908 bis 1913 arbeitete er in Dresden als Zeichner in den Dresdner Druckwerkstätten und in der Firma Gebr. Sack und von 1914 bis 1920 als selbständiger Reklamezeichner. Er stand der KPD nahe und war Mitglied der Internationalen Arbeiterhilfe. Von 1920 bis 1945 war er, unterbrochen durch seine Teilnahme am Zweiten Weltkrieg als Soldat der Wehrmacht, in Dresden freischaffend tätig. Nach der Entlassung aus der Kriegsgefangenschaft arbeitete er von 1945 bis 1954 als Grafiker bei der Landes- bzw. Bezirksleitung der KPD bzw. SED, und er gehörte der Agitprop-Landesleitung Sachsen an. Von 1954 bis 1958 war er beim Rat des Bezirks Dresden angestellt und dort Mitglied der Bezirksauftragskommission, die für die Vergabe von Arbeitsaufträgen an Künstler zuständig war. Ab 1959 arbeitete Schubert in Dresden-Hellerau freischaffend als Gebrauchsgrafiker. Er schuf insbesondere eine außerordentlich große Zahl von Plakaten zu politischen Themen. Als Werbegestalter war er an der Ausgestaltung wichtiger politischer Kundgebungen, Feiern und Ausstellungen beteiligt. Dafür erhielt er 1951 im Kollektiv mit Charly Hähnel, Bert Heller und Willi Wolfgramm (1904–1975) den Nationalpreis III. Klasse.

## Abbildungen von Schubert entworfener Plakate (Auswahl)
- 26 Millionen Tote klagen an (1945/1946; zu den Nürnberger Kriegsverbrecherprozessen)[2]
- Volksentscheid 1946[3]

## Postume Teilnahme an Ausstellungen (Auswahl)
- 1962/1963: Dresden, Fünfte Deutsche Kunstausstellung
- 1970: Berlin, Altes Museum („Im Geiste Lenins“)
- 1979: Berlin, Altes Museum („Weggefährden – Zeitgenossen. Bildende Kunst aus 3 Jahrzehnten“)
- 1984: Berlin, Altes Museum („Alltag und Epoche. Werke bildender Kunst der DDR aus fünfunddreißig Jahren“)
- 1985: Erfurt, IGA („Künstler im Bündnis“)

- 2007: Schwerin, Schleswig-Holstein-Haus („Überklebt. Plakate aus der DDR“)
- 2011: Dresden, Stadtmuseum („Dresden plakativ! “)

## Weblink
- https://www.stadtwikidd.de/wiki/Wilhelm_Schubert